# Obrima rinconada
Obrima rinconada är en fjärilsart som beskrevs av William Schaus 1894. Obrima rinconada ingår i släktet Obrima och familjen nattflyn. Inga underarter finns listade i Catalogue of Life.